# Ахмед Калиграфа
Свети Ахмед Калиграфът е бил служител на Османската империя от седемнадесети век, почитан като християнски светец. Според християнските вярвания той приема християнството и е убит мъченически на 3 май 1682 г.; по този начин той се почита като мъченик на този ден. Единствените споменавания за него са в християнските агиографии. 
Ахмет е живял в Цариград през 1600 г. и е бил служител в правителството на Османската империя преди покръстването си. 
Ахмет не е бил женен и според османския закон е трябвало да притежава Християнка за наложница която била Рускиня. Тя го молела да посещава Православна Църква и той и позволил да посещава една от Гръцките Православни Църкви в Цариград. С течение на времето Ахмет започна да забелязва, че когато руската му наложница се връща от Църква, започва да мирише на нещо красиво и необикновено, също така е била много по-мила и любяща от преди да посети Църквата. Любопитен Ахмед я попитал, какво е яла и пила в Църквата понеже усещал такова благоухание около нея. Тя отговорила че там приема само Свещения хляб и Светена вода която свещеника продавал на миряните. Заинтригуван от това защо тя излъчва толкова хубава миризма, Ахмет поискал и е получил разрешение да присъства на отслужването на Божествената Литургия на Вселенския Патриарх в Цариград. Поради служебното му положение и личността му, молбата му не е била отказана и той получил дискретно място в Църквата. 
Той заел скришното място в Църквата и наблюдавал от сенките литургите няколко дни.
По време на Божествените литургии Ахмед видя, че когато Вселенският патриарх благославяйки вярващите със свещите и след това им дава Свещения хляб и ги поръсва със светена вода главите на всички Християни ''засияват'' и лъчи светлина падат и огряват главите им, но не и неговата въпреки че е бил там не засиявал.  Той така се е удивил от това чудо.
Поради това събитие той решил да стане Християнин и се кръстил в Православната Църква тайно. И тайно започнал да изповядва вярата си в Христа. Тайно изповядвал вярата си пред османците понеже той е щял да загуби не само имуществото си, но и живота си понеже е сменил вярата си. А според османските закони той ще е родоотстъпник и го очаква смъртно наказание. С течение на времето обаче османците започват да се съмняват в неговата лоялност към Исляма. Веднъж го попитали кое е най-доброто нещо на света, и Ахмед отговорил, че най-великото нещо на света е Християнската вяра и че Богът на Християните е най-великото нещо на света и всички други неща са бледи в сравнение с него. След това си изказване присъстващите започнали да го бият и го предали на властите.
След известно време той е бил изправен пред главния съдия. Пред него Ахмед потвърдил, че е приел Православната вяра и след откровението си пред тях, е пожелал с цялото си сърце и те да разберат за измамата на Исляма и преоткрит правия път. Разярен главния съдия го хвърли в затвора като е наредил да бъде оставен без храна и вода цели шест дни.
Когато се явява пред съдиите за втори път, Ахмед заявява, че постът го е довел до пречистване и че Исус Христос му се е явил и е разкрил най-дълбоките тайни на вярата, потвърждавайки толкова силно възгледите му, че за съдията би било по-лесен за смаже два камъка или да направи огън с ръцете, отколкото да промени мнението си за вярара. След това е изправен пред самия Султан, където е заплашен от него с обезглавяване. Но с вяра в Господи Ахмед отговорил, че такова наказание би било най-голямата радост за него понеже умрелите за Христа никога не умират. След думите му Султанът незабавно произнася смъртната присъда, и Ахмед е обезглавен на 3 май 1682 г. Той е причислен към лика на светците под името Христодул.
Чества се на 24 декември /6 януари По Източното Православие под името Христодулос ( на гръцки : Χριστόδουλος ). 